# Rodna
Rodna (in ungherese Óradna, in tedesco Altrodenau) è un comune della Romania di 6378 abitanti, ubicato nel distretto di Bistrița-Năsăud, nella regione storica della Transilvania.
Il comune è formato dall'unione di 2 villaggi: Rodna e Valea Vinului.
Rodna ha dato i natali al botanico Florian Porcius (1816-1906).